# Doumbala (département)
Pour la commune, voir Doumbala.
Doumbala est un département et une commune rurale du Burkina Faso, situé dans la province de la Kossi et la région de la Boucle du Mouhoun. En 2019, le dernier recensement général comptabilisait 33 326 habitants.

## Villages
Le département comprend un village chef-lieu (populations actualisées en 2012) :
- Doumbala	(1 836 habitants)

et 35 autres villages :
- Bamperla (922 habitants)
- Bangassi-Bobo (500 habitants)
- Bangassi-Illa (1 808 habitants)
- Bangassi-Mamoudoud (344 habitants)
- Bankuy (164 habitants)
- Bassam (182 habitants)
- Boanékuy (861 habitants)
- Bokuy (257 habitants)
- Boukuy (446 habitants)
- Dakuy (846 habitants)
- Henlékuy (685 habitants)
- Karekuy (441 habitants)
- Kimba	 (314 habitants)
- Kini-Kini (273 habitants)
- Koa (1 271 habitants)
- Kodara (1 138 habitants)
- Kolonzo (773 habitants)
- Konkuy-Boho (338 habitants)
- Konkuy-Koro (1 710 habitants)
- Kourkuy (387 habitants)
- Lanfiéra (571 habitants)
- Montionkuy (758 habitants)
- Mounakoro (1 248 habitants)
- Nian (2 060 habitants)
- Porokuy (434 habitants)
- Saint-Camille (284 habitants)
- Saint-Martin (849 habitants)
- Saint-Paul (171 habitants)
- Saworokuy (431 habitants)
- Simbora (1 097 habitants)
- Téni (1 934 habitants)
- Téni-Peulh (271 habitants)
- Tiourkuy (244 habitants)
- Wanzan (512 habitants)
- Zékuy (993 habitants)